# Lennart "Silvertärnan" Blomquist
Lennart "Silvertärnan" Blomquist, född 1940, död 2020, var en svensk fågelskådare och vinnare i Kvitt eller dubbelt. 
Lennart Blomquist fick sitt smeknamn, och blev känd för den breda allmänheten i Kvitt eller Dubbelt 1986. Det var då han fick frågan om vilken fågel han skulle vilja vara. Utan att tveka svarade han silvertärna, med motiveringen att det var den fågeln, som tack vare sin årliga migrering från pol till pol, upplever flest av dygnets ljusa timmar än någon annan varelse på jorden.
Lennart Blomquist var under 30 år anställd av Malmö kommun, och hade under 20 år ansvaret för Malmös alla fågeldammar.